# アイ〜ン体操/アイ〜ン!ダンスの唄
「アイ〜ン体操／アイ〜ン!ダンスの唄」（アイ〜ンたいそう／アイ〜ン!ダンスのうた）は、2002年4月24日にzetima（現・アップフロントワークス）から発売されたバカ殿様とミニモニ姫。のコラボレーション・シングル。

## 内容
志村けんがフジテレビのバラエティー番組『志村けんのバカ殿様』で演じるバカ殿様と、ミニモニ。によるコラボレーション・シングルである。「バカ殿様とミニモニ姫。」名義で発売された。
「アイ〜ン体操」、「アイ〜ン!ダンスの唄」共に志村の持ちギャグのひとつでもある「アイーン」が歌詞に登場し、「アイ〜ン!ダンスの唄」では同じく志村の持ちギャグである「ア〜・ミ〜・マ〜」、「とんでもねぇ、あたしゃ○○だよ!」、「だっふんだ!」も登場する。
2001年3月31日にフジテレビ系列で放送された『モーニング娘。大放送、緊急！中澤スペシャル 〜サルティンバンコにつれてって〜』で、志村が扮するバカ殿様とミニモニ。のメンバーである辻希美が共演した。これをきっかけに、志村とミニモニ。のコラボ案が浮上し今回のCD発売に至った。

## 収録曲
1. アイ〜ン体操
作詞：朝長浩之　作曲：たかしまあきひこ　編曲：小西貴雄
2. アイ〜ン! ダンスの唄
作詞・作曲：つんく　編曲：鈴木Daichi秀行
3. アイ〜ン体操 (オリジナル・カラオケ)
4. アイ〜ン! ダンスの唄 (オリジナル・カラオケ)

## 参加ミュージシャン
アイ〜ン体操
- キーボード&プログラミング：小西貴雄
- マニピュレータ：勝浦剛

アイ〜ン! ダンスの唄
- キーボード&ギター&プログラミング：鈴木Daichi秀行
- コーラス：つんく

## タイアップ
アイ〜ン体操
- フジテレビ『変なおじさんTV』 #70 - #80エンディングテーマ